# Guggenmühle (Hohentengen am Hochrhein)

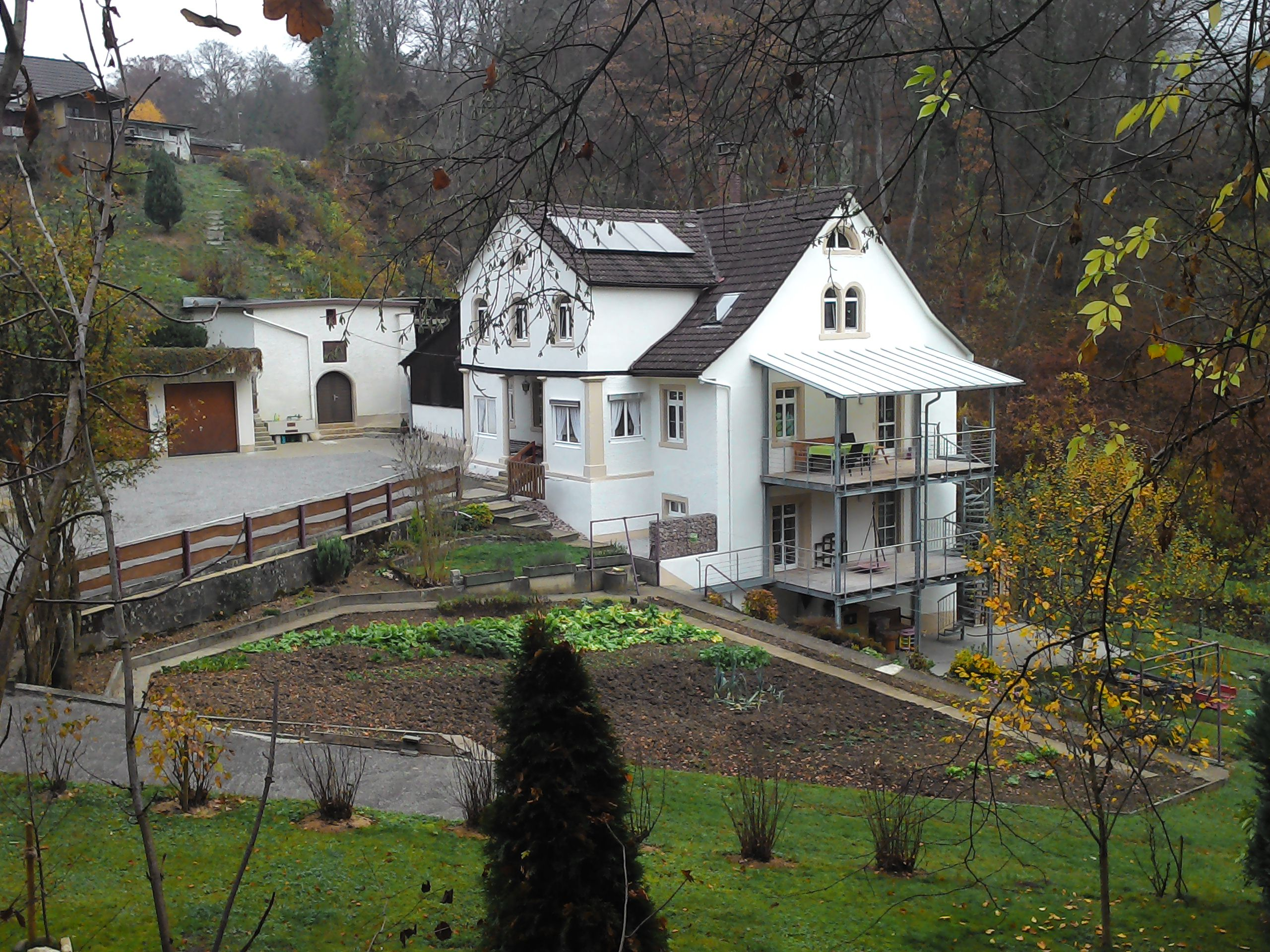
Die zum Wohnhaus umgebaute ehemalige Wassermühle

Die Guggenmühle war ursprünglich eine Wassermühle nahe der Burgruine Weisswasserstelz. Der Name bezieht sich auf das ganze Ensemble der Wirtschaftsgebäude – neben der Mühle auch den Wirtschaftshof (und die spätere Zehntscheuer), früher wahrscheinlich noch eine Kapelle –, die zusammen als „Weiler Guggenmühle“ bezeichnet werden. Nördlich liegt noch ein Bauernhof, der „Schlosshof“ genannt wird. Gehöfte und Burg liegen am deutschen Ufer des Hochrheins in der historischen Landschaft Klettgau im Landkreis Waldshut. Der Bereich gehört zur Gemarkung von Hohentengen am Hochrhein.

## Geschichte

### Die Mühle
Die Mühle stand (und steht) seitlich hinter dem Wirtschaftshof direkt am Weilergraben und ist heute zu einem Wohnhaus umgebaut. Der 9 Meter messende Mahlstuhl trug die Jahreszahl 1755 und war aus Eichenholz gefertigt. Er war mit Figuren und Reliefs versehen, die noch auf einer alten Lichtdrucktafel dokumentiert sind.

### Weiler Guggenmühle

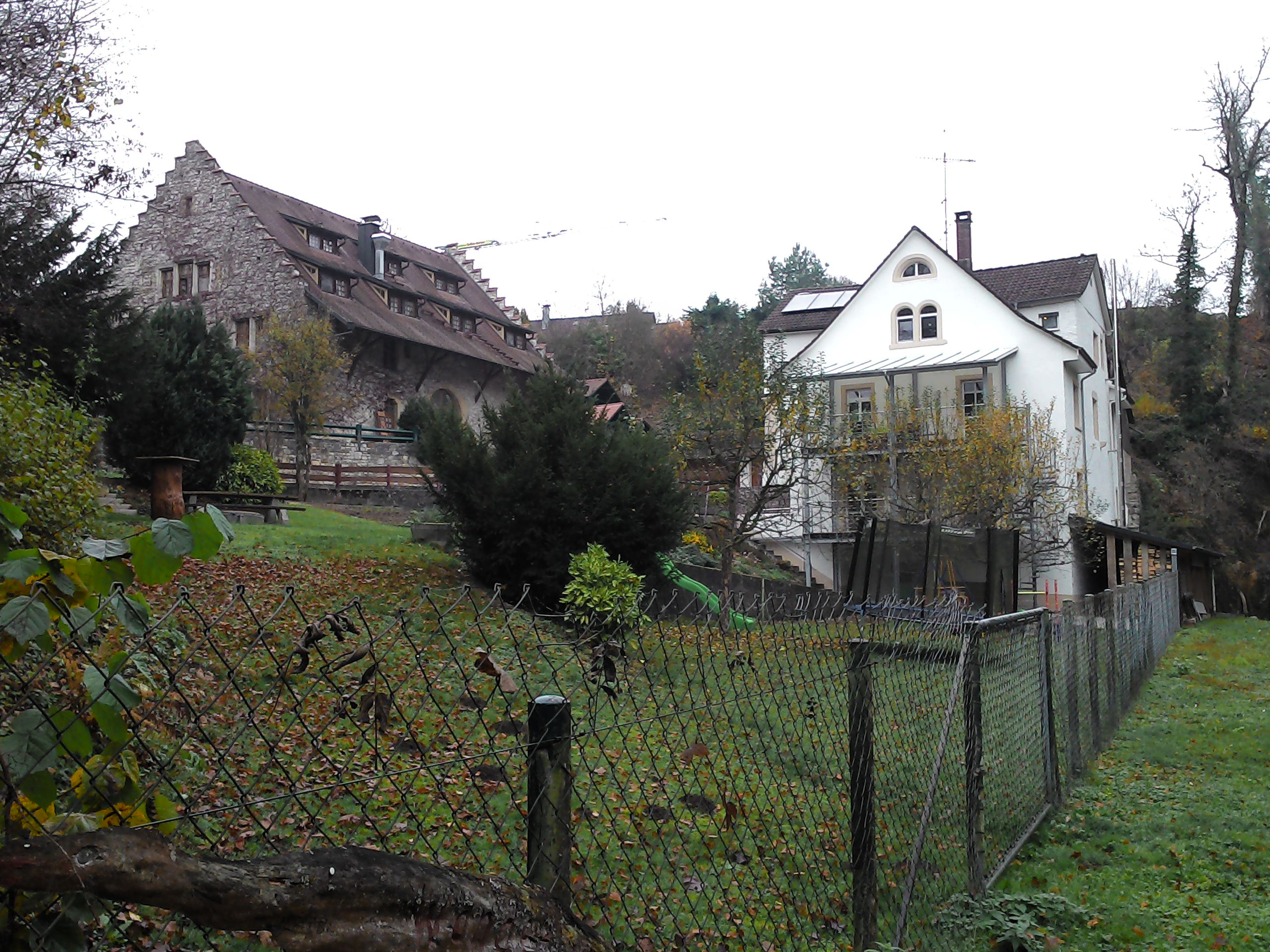
Wirtschaftshof und Mühle 2015

Mühle und Wirtschaftshof – es wurden auch noch Mauerreste auf dem Gelände gefunden – bildeten ursprünglich eine Einheit, zu der wahrscheinlich auch der sich oberhalb der Rheintalstraße befindende Schlosshof gehörte, und könnten den allgemeinen Umständen entsprechend schon während der zweiten Phase der alamannischen Landnahme entstanden sein. Zudem liegt der Ort an einer Straßenkreuzung, die im Mittelalter und noch danach eine erheblich höhere Bedeutung besaß als heute.

### Wirtschaftshof
Das somit heute auch mit dem Namen „Guggenmühle“ verbundene Gebäude des Wirtschaftshofes lässt sich über den Schlussstein des Torbogens auf das Jahr 1560 datieren. Dies muss jedoch nicht das Erbauungsdatum sein, zumal der Stein das Wappen späterer Besitzer, der Heggenzer, zeigt. Wahrscheinlicher ist es das Datum eines Neu- oder Umbaus. Eine vorangegangene Zerstörung im Bauernkrieg 1525 ist jedoch nicht anzunehmen, denn in der Herrschaft Rötteln, also in Hohentengen, Lienheim und Herdern, wo „die bischöfliche Verwaltung in humaner Weise ausgeübt wurde und der schweizerische Schutz einer gedeihlichen Entwicklung stets förderlich war“, fand man keine Veranlassung, am Bauernaufstand teilzunehmen. Es besteht eher Veranlassung zur Annahme, dass in der allmählichen Prosperität in den Jahrzehnten nach dem Bauernkrieg – um 1560 – ein alter Bau durch einen größeren ersetzt wurde.

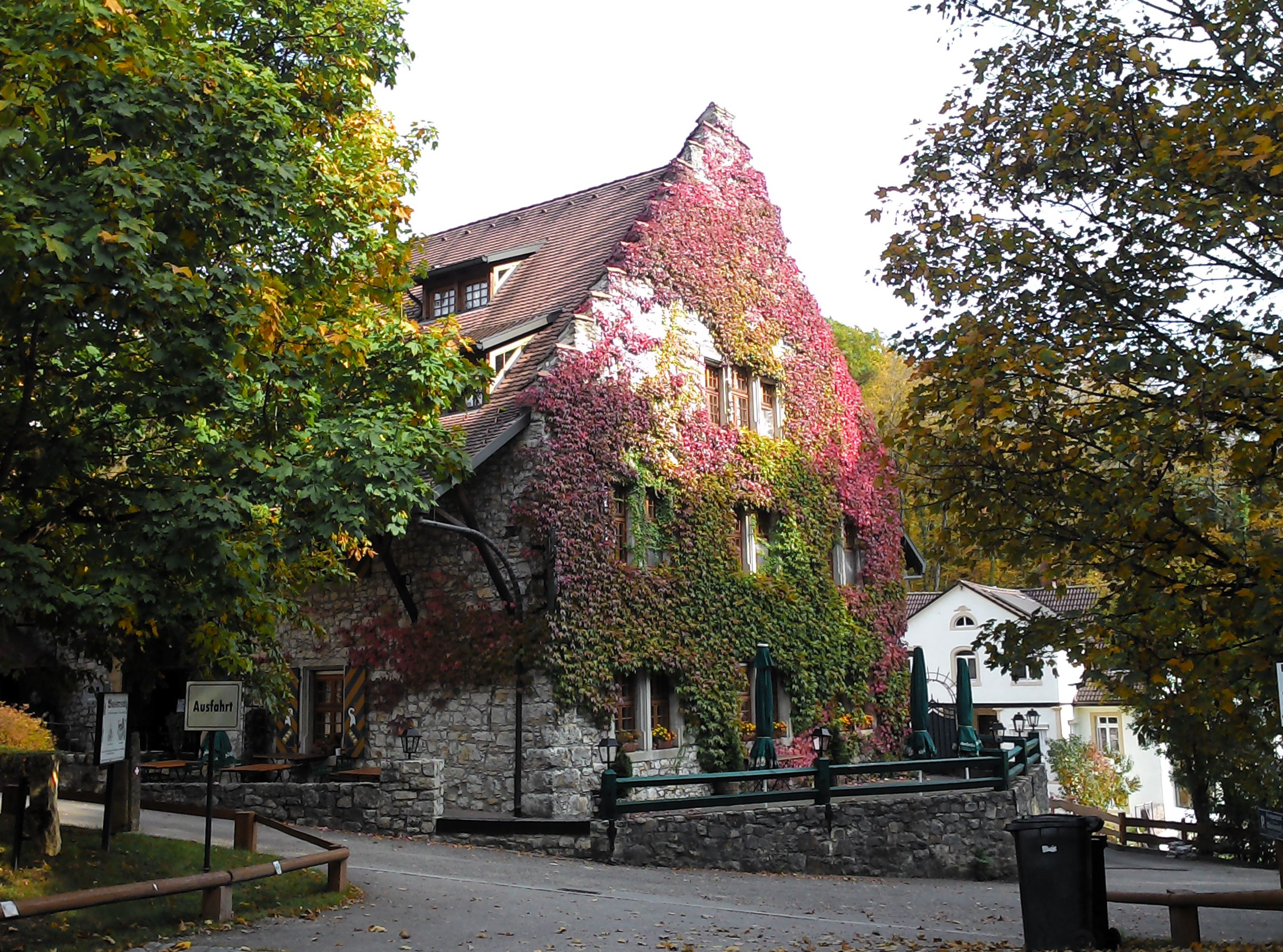
Ehemaliger Wirtschaftshof und spätere Zehntscheuer der Abtei Reichenau

Das Hofgebäude wechselte im Lauf der Zeit seine Funktion. Nachdem es nicht mehr unmittelbar familiären Burgbesitzern als Wirtschaftshof diente – das war mit dem Verkauf an Adelsgeschlechter mit auswärtigen Sitzen oder an Klosterherren der Fall –, konnte es zur Zehntscheune werden. Im weiteren Zeitverlauf wurde der Hof zu vielerlei Zwecken genutzt und verfiel ab dem 19. Jahrhundert zusehends. 1982 in Privatbesitz übergegangen, wurde das Gebäude ab Ende der 1980er-Jahre von der Familie Hannelore und Richard Wagner aus Tiengen zu einem Restaurant und Gästehaus umgebaut.

#### Umbau des Wirtschaftshofes
Der Zustand des Gebäudes führte dazu, dass die neuen Besitzer, die „das uralte Gemäuer vor dem Verfall gerettet“ haben (mit Sanierungskosten, die sie als „Alptraum“ bezeichneten), – umfassende Auseinandersetzungen mit dem Landschafts- und Denkmalschutz führen mussten: „Der als erhaltenswert eingestufte Dachstuhl hielt durch verfaulte und herausgesägte Balken [...] der erforderlichen Statik nicht stand und (mußte) vollständig erneuert werden. Abbruchmaterial aus alten Abrißhäusern der Umgebung mit genau dem gleichen Sandkalkstein mußte verwendet werden, um schadhafte Mauern zu erhalten und zu reparieren.“ Während des Umbaus wurden ein „Wappenstein“ und Grundmauern freigelegt, die „Experten auf das Jahr 1000 datieren.“

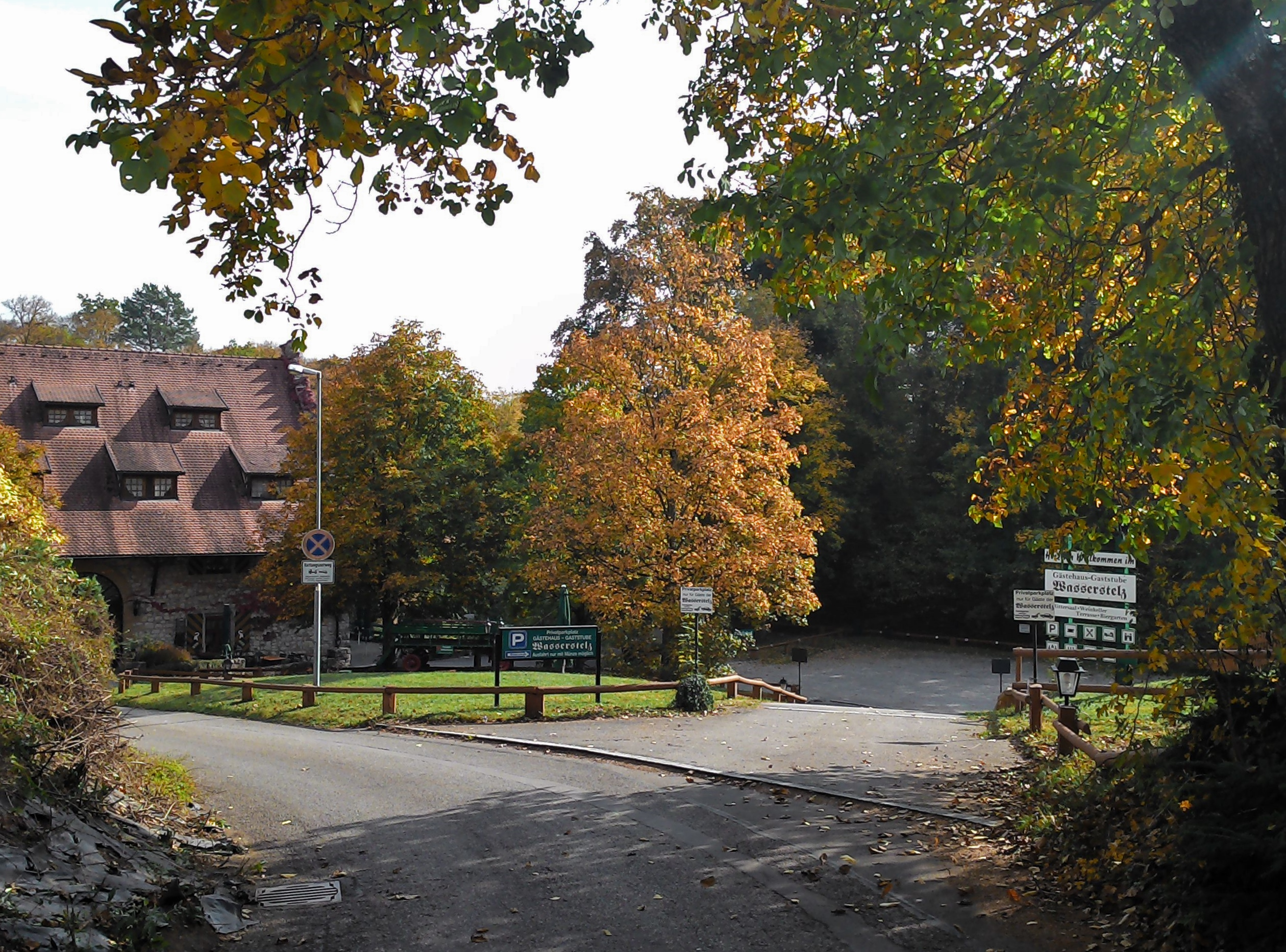
Unter dem Parkplatz Mauerreste – rechts anschließend der Burghügel

In der Nähe – unter dem heutigen Parkplatz – war man während der Bauzeit ebenso „auf uralte Mauerreste gestoßen. Es wird vermutet, daß sich hier eine Kapelle befand.“
Nach siebenjähriger Bauzeit – am 24. August 1997 – wurde das erneuerte Gebäude der Öffentlichkeit vorgestellt.

## Historische Wertungen
Der Befund zu den Grundmauern des Wirtschaftshofes – datiert um das Jahr 1000 – kann bedeuten, dass es sich hier um ein Gehöft handelte, das nach Gerhard Fingerlin in „eine Verbindung zu [...] Ortsadel und Ministerialengeschlechtern“ zu bringen ist, die sich in karolingischer Zeit [750 bis 900] als ehemals führende Familien aus bäuerlichen Siedlungen herausgelöst hatten. Fingerlin vermutet, dass diese Familien mit Kleinkönigen (und Siedlungsgründern) der alamannischen Landnahme (Mitte des 3. bis zum 5. Jahrhundert) „in unmittelbaren Zusammenhang zu bringen“ sind. Die in der Ablösung sich im 7. Jahrhundert wohnlich selbstständig machenden Familien können damit bei Beginn der urkundlichen Erfassung bereits beachtliche Hofkomplexe gebildet haben und in der Zeit der im Klettgau vielfach bezeugten lokalen Adelsgeschlechter agiert haben. In einer nächsten Phase legten sich diese Familien „außerhalb des Ortsbereichs eine Höhen- oder Wasserburg (an) und (führen) ihren alten Wohnsitz nur noch als Wirtschaftshof weiter.“ In diesem Zusammenhang wären vor Ort Wohnsitz und Wirtschaftshof schon zuvor getrennt gewesen, vielleicht wegen der zusätzlichen Existenz der Mühle.
Zu beachten ist bei dem Rückschluss auch, dass an diesem Rheinverlauf bis Mitte des 5. Jahrhunderts der römische Grenzschutz noch wirksam war. Heute geht man davon aus, dass in der unmittelbaren Region nördlich des Hochrheins starker römischer Einfluss erhalten blieb und so an der wichtigen Straßenkreuzung ursprünglich auch römische Bauwerke gestanden haben können: „Im direkten Vorfeld der Reichsgrenze dürfte Rom, ähnlich wie in der ersten Hälfte des 1. Jhs. n. Chr., auch nach Aufgabe des Limes [260 n. Chr.] das rechte Hochrheinufer zwischen Basel und Konstanz [...] für sich beansprucht haben.“

### Gründung der Burg
Die – durch die beim Umbau des Gebäudes gewonnenen – Daten ermöglichen die Annahme, dass die ersten Herren (und Erbauer) von Weisswasserstelz zuvor auch Besitzer und Bewohner des Gehöfts waren. Bezeugt ist 1165 urkundlich die Familie von Wasserstelz, die „auch Ministeriale der Abtei Reichenau waren.“

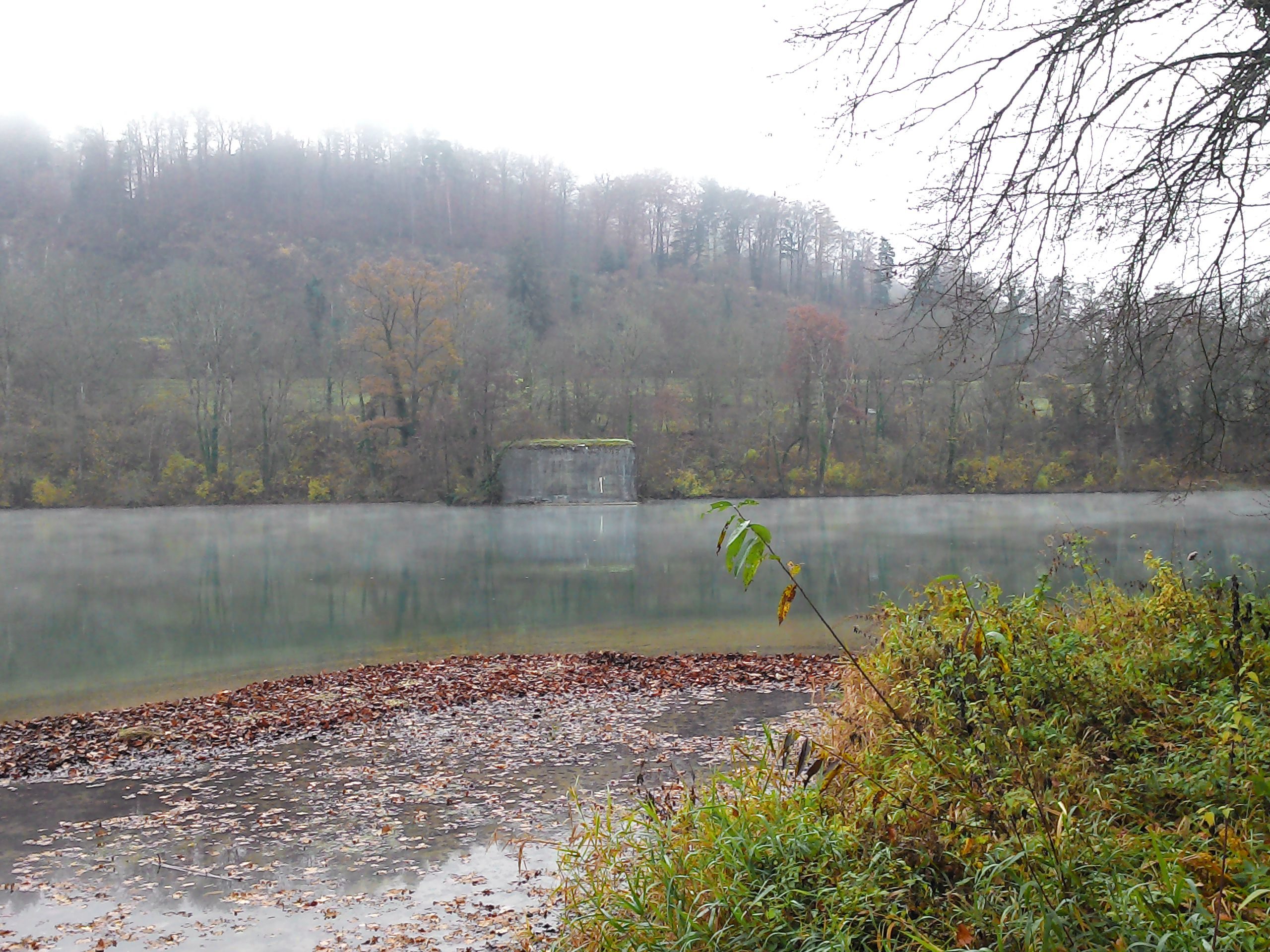
Auf der Felsinsel der Burg Schwarzwasserstelz steht heute der schweizerische Weltkriegsbunker

„Eine Burg, die [...] aus dem alten Siedlungsbereich gelöst und auf einer überragenden Höhe gebaut wurde, erhielt nach Maurer (S. 215) auch einen neuen Namen“, d. h. die Erbauer nannten nicht die Burg nach ihrem bisherigen Namen, sondern sich dann nach dem der Burg gegebenen Namen. Weisswasserstelz – nimmt H. Fuchs sen. an – wurde nach dem an repräsentativen Stellen verwendeten Weissjuraquadern benannt (S. 114).
Das Geschlecht Wasserstelz – dokumentiert sind in den letzten 65 Jahren nur Frauen – bleibt 165 Jahre im Besitz der Burg. 1330 verkaufte die Freifrau Margarete von Wasserstelz ihr Schloss an den Freiherrn Lüthold (Luithold) von Krenkingen. Damit wechselte wahrscheinlich auch das Gehöft mit Guggenmühle und Wirtschaftshof den Besitzer.
Auch die Wasserburg Schwarzwasserstelz – auf der anderen Rheinseite gegenüber von Weisswasserstelz auf einem Felsen im Fluss – soll bereits ab 1163 Eigentum der Freiherren von Wasserstelz gewesen sein. Da diese Burg auch „Altwasserstelz“ genannt wurde, war sie wohl älter als ihr Gegenüber. Zu der Wasserburg „gehörten auf (heute) Schweizer Seite die Bauernmühle und die Lochmühle sowie das Dorf Fisibach mit der niederen Gerichtsbarkeit.“ Wann Schwarzwasserstelz verkauft wurde, ist nicht bekannt, 1363 werden die Freiherren von Thengen beim Verkauf an den Bischof von Konstanz genannt. (Fuchs, S. 116) Die gut erhaltene Burg wurde 1875 abgerissen und vor dem Zweiten Weltkrieg an ihrer Stelle ein Bunker gebaut.
Zur weiteren Geschichte der Schlösser siehe: Burgruine Weisswasserstelz und Schwarzwasserstelz.

## Gebäudeensemble heute
Die Gebäude des Weilers wie auch die Zugänge zur Burg (und deren gesicherte Mauern) befinden sich heute in gutem Zustand – das Restaurant und Gästehaus „Weisswasserstelz“ (Zehntscheune) wurde nach der Eröffnung auch als sorgsam restauriertes historisches Bauwerk geschätzt und von Vereinen – etwa dem Geschichtsverein Hochrhein – für Versammlungen genutzt.